# Dichagyris singularis
Dichagyris singularis is een vlinder uit de familie uilen (Noctuidae). De wetenschappelijke naam van deze soort is voor het eerst geldig gepubliceerd in 1877 door Staudinger.
De soort komt voor in tropisch Afrika.